# Сценічна музика
Сценічна музика (англ. Incidental music) — це музичний супровід, який використовується в немузичних виставах, у театрі, на телебаченні, в кінематографі або на радіо, щоб передати настрій вистави.
Сценічна музика використовувалася ще в XVI столітті для того, щоб пов'язувати дії драматичної вистави одна з одною. У XVI—XVII століттях багато драматичних розваг містили супровідну музику, якою були вже відомі популярні мелодії, спеціально написані або імпровізовані композиції. Найчастіше сценічна музика не виконувалася окремо від вистави, але деякі її зразки мають самостійну важливість: наприклад, музика Бетховена для трагедій Йоганна Вольфганга фон Гете «Еґмонт», яка виконується як симфонічна увертюра.
У XIX столітті сценічна музика стала частиною репертуару симфонічних оркестрів. Відомі композитори стали співпрацювати з драматургами, наприклад Даріус Мійо та Поль Клодель, або Бенджамін Бріттен та Вістен Г'ю Оден. У XX столітті внаслідок розвитку кінематографу та телебачення як сценічну музику почали використовувати багато відомих композицій. З іншого боку, з'явилася тенденція взагалі уникати сценічної музики в кіно та телепрограмах.